# Такэмия, Масаки
Масаки Такэмия (яп. 武宮 正樹 Такэмия Масаки, родился 1 января 1951 года) — японский го-профессионал 9 дана, известный, прежде всего за свой необычный стиль игры, названный космическим стилем.

## Биография
Масаки Такэмия родился 1 января 1951 года в Токио. Он учился го в додзё Минору Китани, где смог достичь определённых успехов уже в юношеском возрасте. Он получил разряд первого профессионального дана в 1965 году (в возрасте 14 лет), а в 18 лет уже имел 4 дан. Его первым важным полученным титулом го стал титул Хонъимбо 1976 года. Основные достижения приходятся на период 70-80х годов.
В начале 2000-х годов в спортивных достижениях Такэмии был небольшой спад, однако в 2005 году он выиграл 16 партий подряд и в настоящее время продолжает бороться за основные титулы го. Масаки Такэмия активно участвует в европейских и американских го-конгрессах, где проводит мероприятия, направленные на популяризацию игры в неазиатских странах, лекции и мастер-классы.

## Стиль игры
Такэмия известен прежде всего благодаря своему необычному стилю игры, названному «космическим», который он сам предпочитает характеризовать как «естественный стиль». В отличие от преобладающего в партиях профессионалов территориального стиля ведения игры Такэмия уделял внимание развитию «влияния» (потенциальной территории) и использовал стратегию построения большого мойо (большая область доски, которая только намечается игроком для окружения и может превратиться в территорию; мойо может быть уменьшено или даже уничтожено вторжением противника) в центре доски. Масаки Такэмия развил принципы дебютной идеи «санрэнсэй фусэки».

## Титулы
Масаки Такэмия занимает 8 место среди японских игроков по количеству завоёванных титулов го.
| Япония                   | Япония                    | Япония                           |
| Титул                    | Победитель                | Финалист                         |
| ------------------------ | ------------------------- | -------------------------------- |
| Кисэй                    |                           | 3 (1985, 1987, 1989)             |
| Мэйдзин                  | 1 (1995)                  | 1 (1996)                         |
| Хонъимбо                 | 6 (1976, 1980, 1985—1988) | 4 (1974, 1977, 1981, 1989)       |
| Одза                     |                           | 1 (1988)                         |
| Дзюдан                   | 3 (1990—1992)             | 3 (1986, 1993, 2002)             |
| Госэй                    |                           | 1 (1977)                         |
| Кубок NHK                | 1 (1989)                  | 5 (1975, 1977, 1984, 1986, 2009) |
| Кубок NEC                | 2 (1981, 1985)            |                                  |
| Чемпионат Нихон Киин     |                           | 1 (1971)                         |
| Какусэй                  | 1 (1991)                  |                                  |
| Чемпионат по быстрому го | 2 (1978, 1989)            | 1 (1988)                         |
| Asahi Pro Best Ten       |                           | 1 (1974)                         |
| Prime Minister Cup       | 2 (1971, 1973)            |                                  |
| Итого                    | 18                        | 20                               |
| Континентальные          |                           |                                  |
| Кубок Asian TV           | 4 (1989—1992)             |                                  |
| Итого                    | 4                         | 0                                |
| Международные            |                           |                                  |
| Кубок Fujitsu            | 2 (1988, 1989)            |                                  |
| Кубок IBM                |                           | 1 (1988)                         |
| Итого                    | 2                         | 1                                |
| Всего                    |                           |                                  |
| Итого                    | 24                        | 21                               |